# Leptodontium laxifolium
Leptodontium laxifolium là một loài Rêu trong họ Pottiaceae. Loài này được (Hook. f.) Kindb. mô tả khoa học đầu tiên năm 1889.